# Crèmevleugelwipstaart
De crèmevleugelwipstaart (Cinclodes albiventris) is een zangvogel uit de familie Furnariidae (ovenvogels).

## Verspreiding en leefgebied
Deze soort komt voor van de centrale Andes van noordelijk Peru tot centraal Argentinië en telt vijf ondersoorten:
- C. a. albiventris: van noordelijk Peru tot Bolivia, noordelijk Chili en noordwestelijk Argentinië.
- C. a. tucumanus: Tucumán (noordwestelijk Argentinië).
- C. a. riojanus: La Rioja (noordwestelijk Argentinië).
- C. a. rufus: Centraal-Argentinië.
- C. a. yzurietae: zuidelijk Argentinië.

## Status
De grootte van de populatie is niet gekwantificeerd maar de soort wordt omschreven als algemeen. Op de Rode lijst van de IUCN heeft deze soort de status niet bedreigd.